# جائزة الكرة الذهبية 1987
جائزة الكرة الذهبية 1987، جائزة سنوية تُعطى لأفضل لاعب كرة القدم في العالم من طرف مجلة فرانس فوتبول الفرنسية، كما تقرره لجنة دولية من الصحفيين الرياضيين، وفاز بالجائزة في 1987 اللاعب الهولندي رود خوليت لاعب إيه سي ميلان.

## الترتيب
| الترتيب | اللاعب             | النادي                | الجنسية  | النقاط |
| ------- | ------------------ | --------------------- | -------- | ------ |
| 1       | رود خوليت          | إيه سي ميلان          | هولندا   | 106    |
| 2       | باولو فوتري        | بورتو / أتلتيكو مدريد | البرتغال | 91     |
| 3       | إيميليو بوتراغينيو | ريال مدريد            | إسبانيا  | 61     |